# Kartlandet och Ringstadmo
För en ort med samma namn söder om Norrköping, se Hagsätter, Västra Husby socken.
Kartlandet och Ringstadmo är en tätort i Kvillinge distrikt i Norrköpings kommun, Östergötlands län.
SCB avgränsade bebyggelsen före 2018 till en småort namnsatt till Hagsätter. Vid 2018 års avgränsning utökades området med området Kartlandet och blev klassat som tätort med namnet Kartlandet och Ringstadmo.

## Befolkningsutveckling
| Befolkningsutvecklingen i Hagsätter/Kartlandet och Ringstadmo 2005–2020 | Befolkningsutvecklingen i Hagsätter/Kartlandet och Ringstadmo 2005–2020 | Befolkningsutvecklingen i Hagsätter/Kartlandet och Ringstadmo 2005–2020 | Befolkningsutvecklingen i Hagsätter/Kartlandet och Ringstadmo 2005–2020 | Befolkningsutvecklingen i Hagsätter/Kartlandet och Ringstadmo 2005–2020 |
| ----------------------------------------------------------------------- | ----------------------------------------------------------------------- | ----------------------------------------------------------------------- | ----------------------------------------------------------------------- | ----------------------------------------------------------------------- |
|                                                                         |                                                                         |                                                                         |                                                                         |                                                                         |
| År                                                                      |                                                                         |                                                                         | Folkmängd                                                               | Areal (ha)                                                              |
| 2005                                                                    | 2005                                                                    |                                                                         | 151                                                                     | 65#                                                                     |
| 2010                                                                    | 2010                                                                    |                                                                         | 156                                                                     | 65#                                                                     |
| 2015                                                                    | 2015                                                                    |                                                                         | 148                                                                     | 54#                                                                     |
| 2020                                                                    | 2020                                                                    |                                                                         | 256                                                                     | 83                                                                      |
| Anm.: # Som småort.                                                     |                                                                         |                                                                         |                                                                         |                                                                         |